# Премия имени В. С. Немчинова
Премия имени В. С. Немчинова — премия, присуждаемая с 1981 года АН СССР и Российской академией наук. Присуждается Отделением общественных наук РАН за выдающиеся работы в области экономико-математических моделей и методов.
Премия названа в честь экономиста, статистика, одного из основоположников экономико-математического направления советской экономической науки академика В. С. Немчинова.

## Лауреаты премии
- 1981 — академик АН СССРНиколай Прокофьевич Федоренко — за монографии «Некоторые вопросы теории и практики планирования и управления» и «Вопросы оптимального функционирования экономики»
- 1984 — доктор экономических наук Владимир Викторович Коссов — за цикл работ: «Планирование темпов, пропорций и структуры общественного производства», «Продовольственная программа», «О закономерности в развитии отдельных отраслей промышленности», «Показатели роста и развития экономики», «О темпах в развитом социалистическом обществе», «Реплика на статью Г. Минасяна „К измерению и анализу структурной динамики“»
- 1987 — академик АН СССР Станислав Сергеевич Шаталин — за работу «Функционирование экономики развитого социализма. Теория, методы и проблемы»
- 1990 — академик АН СССР Александр Григорьевич Гранберг — за цикл работ: «Оптимизация территориальных пропорций народного хозяйства», «Межотраслевые балансы в анализе территориальных пропорций СССР», «Оптимизационные межрегиональные межотраслевые модели», «Российская Федерация в общесоюзной экономике», «Введение в системное моделирование народного хозяйства», «Моделирование социалистической экономики»
- 1993 — доктор экономических наук Владислав Суренович Дадаян — за цикл работ, посвящённых развитию теоретических и прикладных аспектов моделирования макроэкономических процессов
- 1996 — кандидат экономических наук Николай Васильевич Махров — за цикл работ, посвящённых совершенствованию системы управления на основе теоретических и прикладных аспектов моделирования микроэкономических процессов
- 1999 — доктор экономических наук Вениамин Наумович Лившиц — за цикл работ «Системное моделирование и методы оценки эффективности инвестиционных проектов»
- 2002 — член-корреспондент РАН Георгий Борисович Клейнер — за цикл работ по развитию теории производственных функций и её приложениям в экономико-математическом моделировании деятельности предприятия
- 2005 — доктор экономических наук Александр Абросимович Фридман — за цикл работ по теории, моделям и методам эффективного использования природных алмазов и их приложениям на практике
- 2008 — доктор физико-математических наук Владимир Львович Левин — за цикл работ по проблеме Монжа-Канторовича и её применениям, изданных в 1990—2006 гг.
- 2011 — доктор экономических наук Сергей Абрамович Смоляк — за цикл работ по экономико-математическому моделированию оценки эффективности инвестиционных проектов и стоимости имущества
- 2014 — член-корреспондент РАН Виктор Евгеньевич Дементьев — за цикл работ по долгосрочной динамике инвестиционных процессов
- 2017 — доктор экономических наук Виталий Леонидович Тамбовцев — за цикл работ «Теоретические и эмпирические исследования институциональных изменений»
- 2020 — доктор экономических наук Александр Евгеньевич Варшавский — за цикл научных работ «Социально-экономические проблемы и факторы ускорения научно-технологического и инновационного развития»
- 2023 — доктор экономических наук Юрий Николаевич Гаврилец — за цикл работ «Разработка методов математического и компьютерного моделирования социально-экономических процессов»[1]